# هانس سيدو
هانس سيدو (بالألمانية: Hans Sydow) هو أخصائي فطريات وعالم نبات ألماني، ولد في 29 يناير 1879 في برلين في ألمانيا، وتوفي بنفس المكان في 6 يونيو 1946.